# Kadirli
Kadirli là một huyện thuộc tỉnh Osmaniye, Thổ Nhĩ Kỳ. Huyện có diện tích 1075 km² và dân số thời điểm năm 2007 là 111455 người, mật độ 104 người/km².